# Буаке
Буаке́, Бваке (фр. Bouaké) — друге найбільше місто Кот-д'Івуару, з населенням понад 536,189 (за даними на 2014 рік). Є адміністративним центром адміністративних одиниць трьох рівнів — району Валле-дю-Бандама, регіону Гбеке, та департаменту Буаке. Місто розташоване в центральній частині Кот-д'Івуару близько 50 кілометрів на північний схід від Косу, найбільшого в країні озера. Це приблизно 350 км на північ від Абіджана (по залізниці Абіджан-Нігер) і близько 100 кілометрів на північний схід від Ямусукро, столиці країни.
Буаке — центр для народу Бауле і відомий своїми ремеслами. Економіка базується на бавовняному виробництві. Місто значною мірою зросло з 1970-х років, коли після будівництва гідроелектростанції на озері Косу, вона почала діяти. Буаке відомий своїм великим карнавалом, ринком і собором Святого Михайла. У місті є великий аеропорт, розташований на північний захід від міста.

## Демографія
| Рік   | Населення |
| 1921  | 3,600     |
| 1945  | 22 000    |
| 1960  | 60,000    |
| 1970  | 120,000   |
| 1975C | 175,000   |
| 1988C | 329,850   |
| 1998C | 461,618   |
| 2014C | 542,000   |

## Клімат
Класифікація кліматів Кеппена класифікує клімат Буаке як саванний. Місто має тривалий сезон дощів, який триває з березня по жовтень, і коротший сухий сезон, що триває решту 4 місяці. Попри тривалий дощовий сезон, Буаке в Буаке не така велика кількість опадів як в Абіджані. У місті випадає приблизно 1100 мм опадів щорічно.
| Клімат Буаке                               | Клімат Буаке | Клімат Буаке | Клімат Буаке | Клімат Буаке | Клімат Буаке | Клімат Буаке | Клімат Буаке | Клімат Буаке | Клімат Буаке | Клімат Буаке | Клімат Буаке | Клімат Буаке | Клімат Буаке |
| Показник                                   | Січ.         | Лют.         | Бер.         | Квіт.        | Трав.        | Черв.        | Лип.         | Серп.        | Вер.         | Жовт.        | Лист.        | Груд.        | Рік          |
| Середній максимум, °C                      | 33,0         | 33,5         | 33,8         | 32,7         | 31,0         | 29,9         | 27,8         | 27,7         | 28,5         | 30,1         | 31,3         | 31,7         | 30,9         |
| Середня температура, °C                    | 26,6         | 27,8         | 27,8         | 27,0         | 26,1         | 25,0         | 24,1         | 23,8         | 24,3         | 25,0         | 25,7         | 25,7         | 25,7         |
| Середній мінімум, °C                       | 20,6         | 21,8         | 22,3         | 22,0         | 21,7         | 21,2         | 20,8         | 20,9         | 21,1         | 21,3         | 21,3         | 20,3         | 21,3         |
| Середня кількість сонячних годин на місяць | 226,5        | 206,6        | 201,4        | 194,2        | 202,3        | 129,7        | 97,7         | 90,6         | 122,8        | 174,0        | 184,7        | 188,0        | 2018,5       |
| Норма опадів, мм                           | 12.5         | 40.0         | 83.8         | 126.4        | 123.7        | 147.2        | 117.5        | 128.0        | 168.1        | 107.9        | 30.2         | 14.6         | 1099.9       |
| ------------------------------------------ | ------------ | ------------ | ------------ | ------------ | ------------ | ------------ | ------------ | ------------ | ------------ | ------------ | ------------ | ------------ | ------------ |

## Відомі земляки
Гравці ФК Селтік — захисник Коло Туре і його брати, Яя Туре та Ібрагім Туре, народилися в Буаке.